# Raassilla
Raassilla (dříve též Koni nebo Raasilla) je vesnice v estonském kraji Viljandimaa, samosprávně patřící do obce Viljandi.
Ve vsi se narodil v roce 1891 estonský botanik Jaan Port.